# Miandrivazo
Miandrivazo est une commune urbaine malgache, chef-lieu du district de Miandrivazo, située dans la partie nord-est de la région du Menabe.

## Géographie
Miandrivazo est située sur la route nationale 34 à 220 km d'Antsirabe.